# Судип
Судип Санджив, более известен как Судип (канн. ಸುದೀಪ್, хинди सुदीप, англ. Sudeep, род. 2 сентября, 1973 года, Шимога, Карнатака, Индия) — индийский актёр, продюсер, режиссёр, закадровый исполнитель и телеведущий. Трехкратный лауреат Filmfare Award за лучшую мужскую роль в фильме на каннада.

## Биография
Судип родился в городе Шимога штата Карнатака. Закончил Инженерный колледж имени Даянанда Сагара в Бангалоре, получив степень бакалавра в области промышленного и производственного оборудования. Представлял колледж в команде по крикету с 17 лет до 19 лет. Также посещал школу Рохана Танеджи в Мумбаи, где преодолел «застенчивость».
В 1996 году снялся в двух фильмах, которые не вышли в прокат, и только фильм Thayavva дал старт его карьере актёра.
В 2006 году Судип попробовал себя в качестве режиссёра, выпустив фильм «Мой автограф», ремейк тамильского фильма Autograph, фильм имел коммерческий успех.
В 2008 году состоялся его дебют в Болливуде в фильме ужасов Phoonk, который имел коммерческий успех, сделав его звездой всеиндийского масштаба, а продолжение «Phoonk 2», вышедший в 2010 году, провалился в прокате.
В 2012 году актёр дебютировал в Толливуде в фильме «Муха», где его персонаж — промышленник, который, влюбившись в девушку, убивает её возлюбленного, после чего тот начинает преследовать его, возродившись в виде мухи. Его роль получила высокую оценку критиков.
В 2014 году вышел его фильм «Maanikya», который является ремейком телугу-язычного фильма «Острый перец», фильм имел коммерческий успех.
В 2015 году Судип сыграл небольшую роль персидского купца Аслама Хана в фильме «Бахубали: Начало», который стал фильмом года.
Судип не только актёр, режиссёр и певец, но и бессменный телеведущий Bigg Boss Kannada, которое стало популярным телешоу в штате.
В 2017 году Судип снялся в боевике Hebbuli, имевшем коммерческий успех.
В том же году согласился на фильм «Тигр жив», в котором он должен сыграть главного злодея Захира, но когда вышел сам фильм, ни одной сцены с его участием не оказалось.
В 2018 году на экраны вышел фильм Villain, в котором актёр снялся вместе с Шивой Раджкумаром, и который имел коммерческий успех. Также Судип станет первым каннада-язычным актёром, который снялся в зарубежном фильме.
Сейчас Судип снимается в Dabangg 3, где он исполнит отрицательную роль

## Личная жизнь
В 2000 году Судип познакомился с Прией Радхакришнан, которая родом из общины Наир в штате Керала, в Бангалоре. Они поженились год спустя. Прия работала в авиакомпании, а затем в банке до свадьбы. В 2004 году у супругов родилась дочь Саанви. В 2015 году они развелись, но через два года воссоединились.

## Частичная фильмография
| Год  |   | Русское название         | Оригинальное название                   | Роль                             |
| ---- | - | ------------------------ | --------------------------------------- | -------------------------------- |
| 1997 | ф |                          | Thayavva                                | Раму                             |
| 1999 | ф |                          | Prathyartha                             | Sudeep                           |
| 2000 | ф |                          | Sparsha                                 | Sudeep                           |
| 2001 | ф |                          | Huchcha                                 | Sachidananda «Kiccha»            |
| 2001 | ф |                          | Vaalee                                  | Shiva / Deva Kannada S. Mahendar |
| 2002 | ф |                          | Chandu                                  | Chandrashekar «Chandu»           |
| 2002 | ф |                          | Dhumm                                   | Varadharaj                       |
| 2002 | ф |                          | Nandhi                                  | Nandhi                           |
| 2003 | ф |                          | Kiccha                                  | Krishna Mohan «Kiccha»           |
| 2003 | ф |                          | Partha                                  | Partha                           |
| 2003 | ф |                          | Swathi Muthu                            | Shivayya                         |
| 2004 | ф |                          | Ranga (S.S.L.C)                         | Ranga                            |
| 2004 | ф |                          | Nalla                                   | Prashanth «Pachhi»               |
| 2005 | ф |                          | Maharaja                                | Surya                            |
| 2005 | ф |                          | Kashi from Village                      | Kashi                            |
| 2005 | ф |                          | Sye                                     | Чакри                            |
| 2005 | ф |                          | Nammanna                                | Muttanna                         |
| 2006 | ф | Мой автограф             | My Autograph                            | Шанкар                           |
| 2006 | ф |                          | Thirupathi                              | Thirupathi                       |
| 2006 | ф |                          | Hubli                                   | Ajay Kumar                       |
| 2006 | ф | Уход за тротуаром        | Care of Footpath                        | играет себя                      |
| 2007 | ф |                          | No 73, Shanthi Nivasa                   | Raghu                            |
| 2008 | ф |                          | Gooli                                   | Gooli                            |
| 2008 | ф |                          | Mussanjemaatu                           | RJ Pradeep                       |
| 2008 | ф |                          | Kaamannana Makkalu                      | Rama                             |
| 2008 | ф |                          | Phoonk (хинди)                          | Раджив                           |
| 2008 | ф |                          | Mast Maja Maadi                         | ACP Prathap                      |
| 2009 | ф |                          | Veera Madakari                          | Muttatti Sathyaraju / Madakari   |
| 2010 | ф |                          | Rann                                    | Jay Malik                        |
| 2010 | ф |                          | Just Maath Maathalli                    | Сидхартх                         |
| 2010 | ф |                          | Mr. Theertha                            | Theertha                         |
| 2010 | ф |                          | Phoonk 2 (хинди)                        | Раджив                           |
| 2010 | ф | Кровавая сага            | Rakta Charitra 1 (хинди)                | DCP Mohan Prasad                 |
| 2010 | ф | Кровавая сага 2          | Rakta Charitra 2 (хинди)                | DCP Mohan Prasad                 |
| 2010 | ф |                          | Kiccha Huccha                           | Krishna Murthy                   |
| 2010 | ф |                          | Veera Parampare                         | Теджа                            |
| 2011 | ф |                          | Kempe Gowda                             | Kempe Gowda                      |
| 2011 | ф | Полицейская история 3    | Police Story 3                          | Сурия                            |
| 2011 | ф |                          | Vishnuvardhana                          | Vishnuvardhana "Vishnu"          |
| 2012 | ф | Муха                     | Eega (тел.) / Naan Ee (там.)            | Судип                            |
| 2013 | ф |                          | Varadhanayaka                           | Varadanayaka                     |
| 2013 | ф |                          | Bachchan                                | Bharath                          |
| 2014 | ф |                          | Rangan Style                            | CCB Officer Krishna              |
| 2014 | ф |                          | Maanikya                                | Виджай                           |
| 2015 | ф |                          | Ranna                                   | Bhargava Chandra/Chandu          |
| 2015 | ф | Бахубали: Начало         | Baahubali: The Beginning (тел.) (там.)  | Аслам Хан                        |
| 2015 | ф | Храбрый воин             | Puli (там.)                             | Thalapathy Jalatharangan         |
| 2016 | ф | Поймай его, если сможешь | Kotigobba 2 / Mudinja Ivana Pudi (там.) | Сатхия / Шива                    |
| 2016 | ф |                          | Mukunda Murari                          | Мурари                           |
| 2017 | ф |                          | Hebbuli                                 | Рам                              |
| 2018 | ф |                          | The Villain                             | Рам                              |